# Vol Aerocaribe 7831
Le 8 juillet 2000, un British Aerospace Jetstream 32 effectuant le vol Aerocaribe 7831, un vol régional régulier entre l'aéroport de Terán (en) et l'aéroport international de Villahermosa, au Mexique, s'est écrasé dans une zone montagneuse près de Chulum Juárez. Les 19 passagers et membres d'équipage à bord ont tous péri dans l'accident.

## Accident
Avant le décollage, un plan de vol selon les règles de vol aux instruments (IFR) a été déposé par les pilotes, et une autorisation IFR, de la part du contrôle aérien, a été reçue pour pouvoir effectuer le vol
Lors de l'établissement du contact avec le contrôleur d'approche de l'aéroport international de Villahermosa, l'équipage signale qu'il se trouve à 80 km de sa destination, au niveau de vol 160 (16000 pieds, 4876 m). Les pilotes ont en outre indiqué qu'ils se sont écartés de la trajectoire de vol prévue d'environ 24 km vers la droite, en raison du mauvais temps, et qu'ils commençaient la descente. Le contrôleur demande au vol de se présenter à 46 km de la balise DME de la piste d'atterrissage.
Le dernier contact radio a eu lieu lorsque le vol s'est signalé à 77 km de la balise DME, à une altitude de 6200 pieds (1889 m), sur la radial 150 du radiophare omnidirectionnel VHF (VOR) de l'aéroport. Immédiatement après ce dernier appel, l'avion a percuté le flanc d'une montagne, explosant et prenant feu immédiatement après le crash.

## Enquête
L'enquête révèle que les pilotes ont choisit de poursuivre leur vol en utilisant à la fois les règles de vol aux instruments (IFR) et les règles de vol à vue (VFR), ce qui a entrainé la perte de repère de l'équipage, qui se sont écartés de leur trajectoire par la droite, en raison du mauvais temps, lorsque les conditions météorologiques ont imposé l'application des règles de vol IFR, conduisant à une collision de l'avion avec le relief.
À cela s'ajoute également la mauvaise gestion des ressources de l'équipage (CRM), ainsi que la préparation insuffisante du plan de vol, car compte tenu de la nécessité très probable de contourner d'éventuelles zones orageuses, les différents itinéraires à emprunter n'ont pas été vérifiés avant le décollage.